# Lyman Wynne
Lyman Carroll Wynne (* 17. September 1923 in Lake Benton, Minnesota als Lyman Carroll Wind; † 17. Januar 2007 in Bethesda, Maryland) war ein US-amerikanischer Familientherapeut, Hochschullehrer und Schizophrenie-Forscher. Er hatte ab 1971 einen Lehrstuhl der University of Rochester inne. Gemeinsam mit seiner Frau Adele gründete er das Wynne Center for Family Research in Rochester, NY. Er fungierte als Präsident der American Family Therapy Academy (AFTA) und von Family Process.

## Leben
Lyman Wynne wurde auf einer Farm in Minnesota geboren, sein Vater war Farmer und musste die Familie mit einem Jahreseinkommen von 350 Dollar durchbringen. Jedoch kannte er Kant und Spinoza und vermittelte seinem Sohn deren Ideen. Wynne’s Mutter litt an Krebs und starb, als er 12 war. Danach kam der kleine Wynne zu Onkel und Tante nach Duluth. Die Leiden seiner Mutter brachten ihn dazu, Medizin studieren zu wollen. Mit 18 bekam er ein Stipendium für die Harvard University. Während des Zweiten Weltkriegs schloss er sein erstes Studium ab. Die Army entsandte ihn in der Folge an die Harvard Medical School, die er 1947 abschloss. Im gleichen Jahr heiratete er Adele Rogerson (* 9. Juni 1926), mit der er fünf Kinder hatte. In der Sozialpsychologie folgte 1958 eine Promotion, ebenfalls in Harvard.
Anfang der 1950er-Jahre kam Wynne ans National Institute of Mental Health, wo er Familientherapie propagierte und schließlich zum Vorstand der Abteilung für Intramural Research ernannt wurde. Parallel dazu behandelte der Patienten am St. Elizabeths Hospital. Schon 1947 erkannte Wynne, dass Familien die logischen Behandlungseinheiten darstellen, selbst wenn nur ein Familienmitglied an Schizophrenie erkrankt war. In den frühen 1960er-Jahren nahm er Karenz, um eine anthropologische Familienstudie im Bekaa-Tal im Libanon durchzuführen. Auch begann damals eine langjährige Zusammenarbeit mit der WHO in der Schizophrenie-Forschung.
Mit seiner Kollegin Margaret T. Singer publizierte er seine Studien in den 1960er-Jahren in den Archives of General Psychiatry. In Langzeitstudien in Finnland gemeinsam mit Pekka Tienari and Karl-Erik Wahlberg studierte er – dreißig Jahre lang – anhand von adoptierten Zwillingen die Wechselwirkungen zwischen genetischen und umweltbedingten Einflüssen der Entwicklung von Schizophrenie. Lyman Wynne starb an den Folgen von Prostatakrebs.

## Auszeichnungen
- 1981 Award for Distinguished Achievement in Family Therapy Research (AFTA)
- 1989 Distinguished Contribution to Family Therapy Theory and Practice (AFTA)

## Schriften
- The Nature of Schizophrenia, gemeinsam mit R. L. Cromwell und S. Matthysse. Wiley 1978
- (Hrsg.:) The state of the art in family therapy research. Family Process Press, New York 1988

Aufsätze in deutscher Übersetzung
- Paradoxe Interventionen: eine Technik zur therapeutischen Veränderung von individuellen und familiären Systemen. Familiendynamik 1 (1980): 42–56
- Der Tod, das beschwerlichste aller Familiengeheimnisse. (Mit J. Nagy.) In: E. Imber-Black: Geheimnisse und Tabus in Familie und Familientherapie. Freiburg/Breiosgau 1995, 109–128